# جون لويد تايلور
جون لويد تايلور (بالإنجليزية: John Lloyd Taylor)‏ هو موسيقي أمريكي، ولد في 23 مارس 1982.

## وصلات خارجية
- الموقع الرسمي